# Frédéric Lambelet
Pour les articles homonymes, voir Lambelet.
Frédéric, dit Fritz, Lambelet (né le 18 mai 1817 aux Verrières et décédé le 28 janvier 1876 à Neuchâtel) est un homme politique et commerçant suisse. De 1848 à 1854 et de 1855 à 1857, il est membre du Conseil national.

## Biographie
Frédéric Lambelet, fils du commerçant Louis-Frédéric Lambelet et d'Henriette Chédel, est né le 18 mai 1817 aux Verrières, dans le canton de Neuchâtel, en Suisse. En 1841, il épouse Adèle Rosselet. Il dirige à Neuchâtel un grand magasin de denrées coloniales hérité de son père. 
Il est président du Comité républicain des Verrières pendant la Révolution de 1848 et dirige le Comité provisoire de la magistrature et de la police de la commune. La même année, il participe en tant que membre de l'Assemblée constituante à la rédaction de la nouvelle Constitution cantonale. Il conseiller par ailleurs régulièrement Alexis-Marie Piaget, le président du gouvernement provisoire, plus du Conseil d'État, sur les questions économiques et financières.
Lambelet est membre du Grand Conseil du Canton de Neuchâtel dès 1848. Il siège avec les Radicaux. Il est réélu lors des élections cantonales de mars 1852 et l'emporte même dans trois circonscriptions différentes, privilège qu'il partage avec Alexis-Marie Piaget. Il choisit de siéger pour le collège électoral des Verrières. Après sa démission fin 1853, le futur conseiller d'État Louis Denzler le remplace. Aux premières élections fédérales d'octobre 1848, il est élu au Conseil national. Il ne se présente pas aux élections fédérales d'octobre 1854, mais retourne au Conseil national quelques mois plus tard lors d'une élection partielle pour remplacer Fritz Courvoisier, décédé,. Lors de cette élection, qui a lieu le 25 février 1855, il est présenté par l'opposition au gouvernement neuchâtelois et bat le candidat officiel des radicaux, le futur Conseiller national Henri Grandjean. Deux ans plus tard, il est battu lors des élections fédérales de 1857 où il se présente pour le compte du Parti indépendant.
Au printemps 1852, il prend la tête d'un comité demandant l'étude du raccordement du canton de Neuchâtel au réseau ferroviaire en cours de développement en Suisse et en France, un sujet que le Conseil d'État de la Principauté de Neuchâtel n'avait pas voulu trancher, quelques années plus tôt, en 1846, mais qui est désormais jugé essentiel pour la survie de l'industrie horlogère neuchâteloise. En juin 1852, le Grand Conseil établit une commission chargée de cette question et Frédéric Lambelet en prend la présidence. Le but est de relier le plateau suisse à la ligne Paris-Lyon en passant par le canton de Neuchâtel. Lambelet défend une variante passant par le Val-de-Travers et Neuchâtel, tandis qu'une minorité de la commission emmenée par Fritz Courvoisier souhaite une ligne passant par Le Locle, La Chaux-de-Fonds et le vallon de Saint-Imier,. Le conflit entre les partisans des deux variantes provoque une véritable crise politique, entraînant la démission de la majorité des membres du Conseil d'État. Finalement, les deux lignes sont réalisées et inaugurées en même temps côté Suisse en 1860, mais c'est la variante de Lambelet qui est reliée directement au réseau français,, tandis qu'il faudra attendre 1884 pour la ligne du Jura industriel. Entretemps, en 1857, Lambelet est devenu directeur adjoint de la Compagnie du chemin de fer du Franco-Suisse, qui exploite le tracé dont il a toujours été partisan.
En 1858, il entre par ailleurs au conseil d'administration de la Société de construction de Neuchâtel.
Il est décédé le 28 janvier 1876 à Neuchâtel.